# 네이트 밀러 (농구 선수)
네이트 밀러(Nate Miller, 본명: 네이선 라마 밀러 주니어, Nathan Lamar Miller Jr., 1987년 8월 12일 ~ 2022년 6월 4일)는 미국의 프로 농구 선수였다. UNC 윌밍턴 시호크스와 보잉 그린 팰컨스에서 대학 농구를 했다. 밀러는 2018-19 시즌 이후 한국에서 선수 생활을 마치기 전까지 스페인, 이스라엘, 멕시코, 아르헨티나에서 프로 선수로 활약했다.
밀러는 선수 생활을 마친 후 고향인 오하이오주 스프링필드 (오하이오주)로 돌아와 어린이를 위한 농구 캠프를 주최하는 밀러즈엘리트 농구이라는 조직을 운영했다. 2022년 6월 4일 '급성 천식 악화'로 인해 34세의 나이로 사망했다.

### 동영상
- Nate Miller Highlight - Youtube.com video